# Alchemilla aksharmae
Alchemilla aksharmae es una especie de planta del género Alchemilla, perteneciente a la familia Rosaceae.

## Taxonomía
Alchemilla aksharmae fue descrita por Panigrahi y K. M. Purohit en 1991.

## Distribución
Se encuentra en el territorio occidente del Himalaya.